# Denis Rugovac

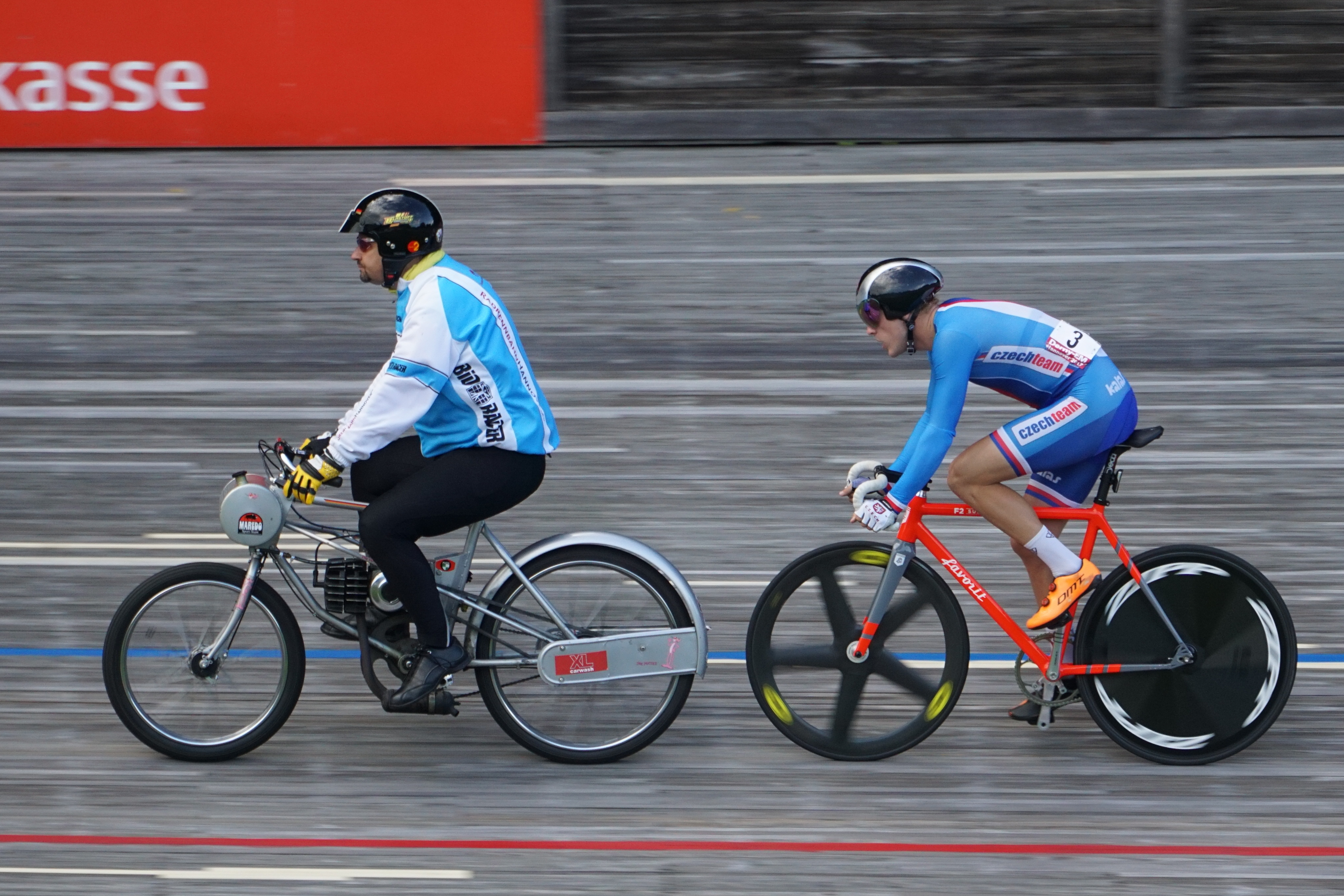
Rugovac bei den Derny-Europameisterschaften 2017 in Hannover (hinter Ralph Schumacher)

Denis Rugovac (* 3. April 1993 in Pilsen) ist ein tschechischer Radsportler, der Rennen auf Bahn und Straße bestreitet.

## Sportlicher Werdegang
In seiner Kindheit spielte Denis Rugovac Handball, Basketball und betrieb Schwimmsport, stellte aber früh fest, dass er kein Talent für Mannschaftssport hatte. Da sein Onkel ein Fahrradgeschäft hatte, landete er schließlich beim Radsport.
2011 wurde Rugovac gemeinsam mit Jan Kraus tschechischer Junioren-Meister im Zweier-Mannschaftsfahren, 2013 errang er mit dem tschechischen Junioren-Vierer bei den  U23-Bahneuropameisterschaften die Bronzemedaille, im Jahr darauf wurde er tschechischer Meister der Elite in der Mannschaftsverfolgung. In den folgenden Jahren landete er bei nationalen Meisterschaften mehrfach auf dem Podium, aber die großen Erfolge blieben auf Bahn und Straße aus.
2021 wurde er mit Jan Voneš tschechischer Meister im Zweier-Mannschaftsfahren; sein Ziel, sich für die Olympischen Spiele in Tokio zu qualifizieren, konnte er nicht erreichen. 2022 errang er drei nationale Titel auf der Bahn.
2024 qualifizierte sich Denis Rugovac für die Olympischen Spiele in Paris und belegte mit Jan Voneš im Zweier-Mannschaftsfahren Rang sieben.

## Erfolge

### Bahn
2011
- Tschechischer Junioren-Meister – Zweier-Mannschaftsfahren (mit Jan Kraus)

2013
- U23-Europameisterschaft – Mannschaftsverfolgung (mit Ondřej Rybín, František Sisr und Ondřej Vendolský)

2014
- Tschechischer Meister – Mannschaftsverfolgung (mit Jan Kraus, Nicolas Pietrula und Michal Kohout)

2021
- Tschechischer Meister – Zweier-Mannschaftsfahren (mit Jan Voneš)

2022
- Tschechischer Meister – Einerverfolgung, Punktefahren, Zweier-Mannschaftsfahren (mit Jan Voneš); Mannschaftsverfolgung (mit Jan Voneš, Nicolas Pietrula und Petr Vávra)